# Mangabey de la Tana
Cercocebus galeritus · Mangabey à crête
Espèce
Statut de conservation UICN

 CR C2a(ii) : 
En danger critique
Répartition géographique
Statut CITES
Le Mangabey de la Tana,, (Cercocebus galeritus) est une espèce de singes catarhiniens de la famille des cercopithecidés. Il est aussi appelé Mangabey à crête et Mangabey à ventre doré . Cette espèce est endémique du Kenya. Ce cercocèbe est considéré comme l'un des 25 primates les plus menacés de la planète.

## Description
Le mâle mesure de 49 à 63 cm de long pour un poids moyen de 9,46 kg. La femelle est un peu plus petite, elle mesure de 44 à 53 cm de long pour un poids moyen de 5,4 kg.

## Alimentation
Le mangabey de la Tana se nourrit principalement de fruits et de graines. Il consomme aussi des racines, des feuilles, des insectes et des champignons. On a répertorié 96 plantes dans son alimentation, mais 80 % est représenté par seulement 8 espèces : Aporrhiza paniculata, Acacia robusta, Diospyros mespiliformis, Ficus sycomorus, Hyphaene compressa, Pachystela msolo, Pachystela reclinata et Saba comorensis.

## Reproduction
Cette espèce a un mode de reproduction polygyne, un mâle s'accouple avec plusieurs femelles. La femelle donne naissance à un seul petit après une période de gestation d'environ 180 jours (6 mois).

## Menaces et conservation
L'UICN (22 janvier 2023) classe l'espèce en catégorie CR (en danger critique) dans la liste rouge des espèces menacées depuis l'an 2020. L'exploitation non durable des forêts où vivent les Mangabey de la Tana dégradent et fragmentent leur habitat naturel. 

## Sources
- [PDF] Mangabey de la Tana sur ecofac.org (page 61)
- État de la diversité biologique au Congo